# Güira de Melena
Güira de Melena est une ville et une municipalité de Cuba dans la province d'Artemisa.

## Géographie

### Situation
Güira de Melena se trouve dans l'est de la partie occidentale de l'île de Cuba, à la pointe sud-est de la province d'Artemisa, à 47 km sud de La Havane et 29 km à l'est de sa capitale de province Artemisa.

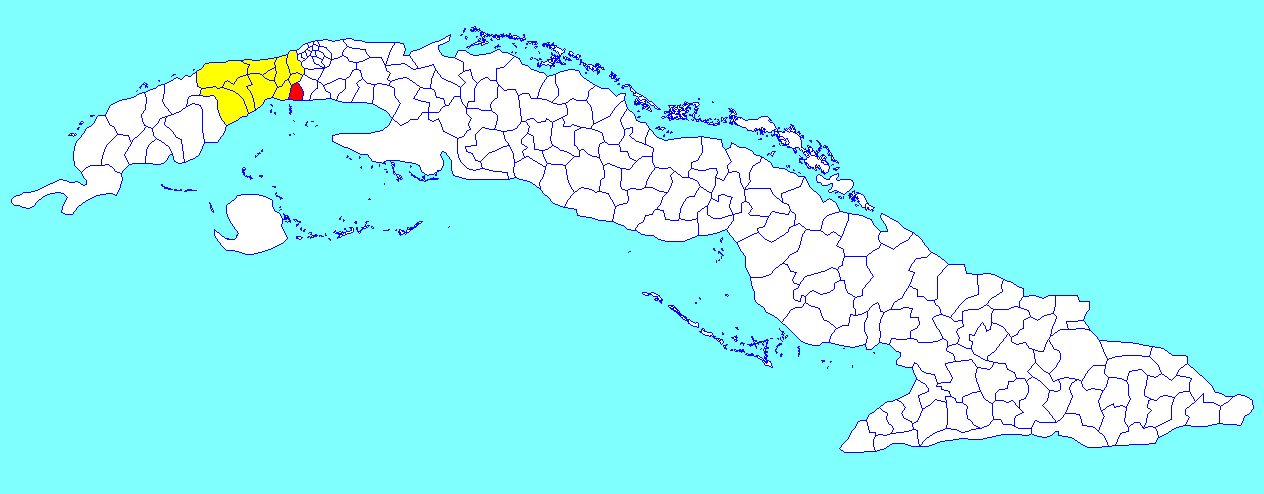
Municipalité de Güira de Melena dans la province d'Artemisa

### Divisions administratives
La municipalité inclut six consejos populares :
- Vivian Alonso
- Niceto Pérez
- Ubaldo Díaz
- Cajio
- Gabriel
- Junco

## Population
En 2022, la population de la municipalité était estimée à 40 219 habitants ; pour une surface de 197,9 km2, la densité de population est de 203,2/km².
La ville comptait 25 424 habitants lors du recensement de 2012.